# Taft (Eastern Samar)
Taft is een gemeente in de Filipijnse provincie Eastern Samar op het eiland Samar. Bij de laatste census in 2007 had de gemeente ruim 16 duizend inwoners.

## Geografie

### Bestuurlijke indeling
Taft is onderverdeeld in de volgende 24 barangays:
| - Batiawan - Beto - Binaloan - Bongdo - Dacul - Danao - Del Remedios - Gayam - Lomatud - Mabuhay - Malinao - Mantang | - Nato - Pangabutan - Poblacion Barangay 1 - Poblacion Barangay 2 - Poblacion Barangay 3 - Poblacion Barangay 4 - Poblacion Barangay 5 - Poblacion Barangay 6 - Polangi - San Luis - San Pablo - San Rafael |

## Demografie
Taft had bij de census van 2007 een inwoneraantal van 16.362 mensen. Dit zijn 73 mensen (0,4%) minder dan bij de vorige census van 2000. De gemiddelde jaarlijkse groei komt daarmee uit op -0,06%, hetgeen geheel afwijkt van het landelijk jaarlijks gemiddelde over deze periode (2,04%). Vergeleken met de census van 1995 is het aantal mensen met 251 (1,5%) afgenomen.

De bevolkingsdichtheid van Taft was ten tijde van de laatste census, met 16.362 inwoners op 231,27 km², 70,7 mensen per km².